# 이스트렐라산맥
이스트렐라산맥 또는 세하다이스트렐라(포르투갈어: Serra da Estrela)는 포르투갈의 산맥으로 높이는 1,993m이다. 이스트렐라는 포르투갈어로 "별"을 뜻한다.
포르투갈 본토에서 가장 높은 산맥이며 센트랄 산맥의 서부를 형성한다. 산맥 정상에 위치한 토흐 봉(Torre)에는 스키 리조트가 들어서 있다.

이스트렐라산맥 - Serra da Estrela
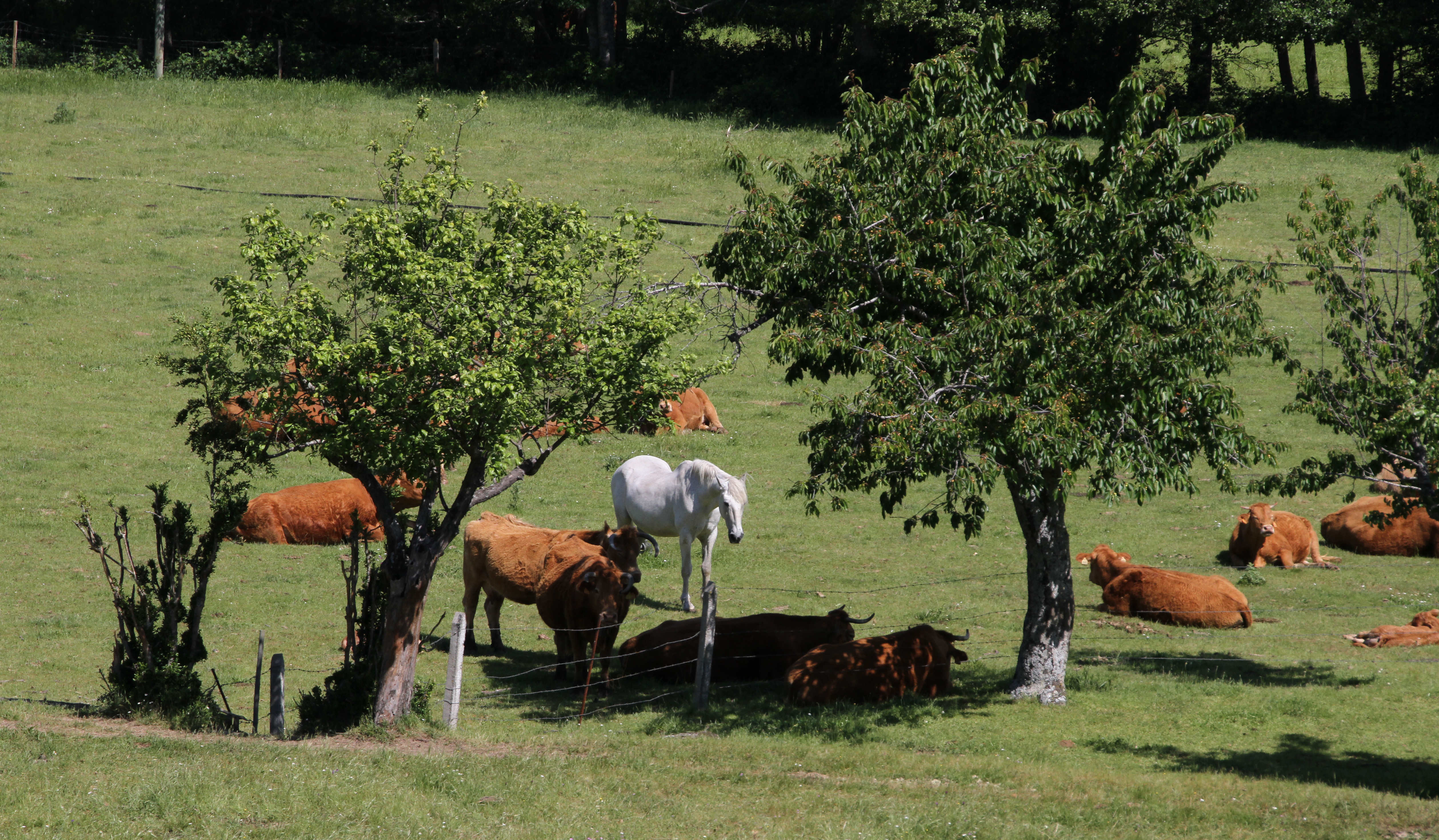
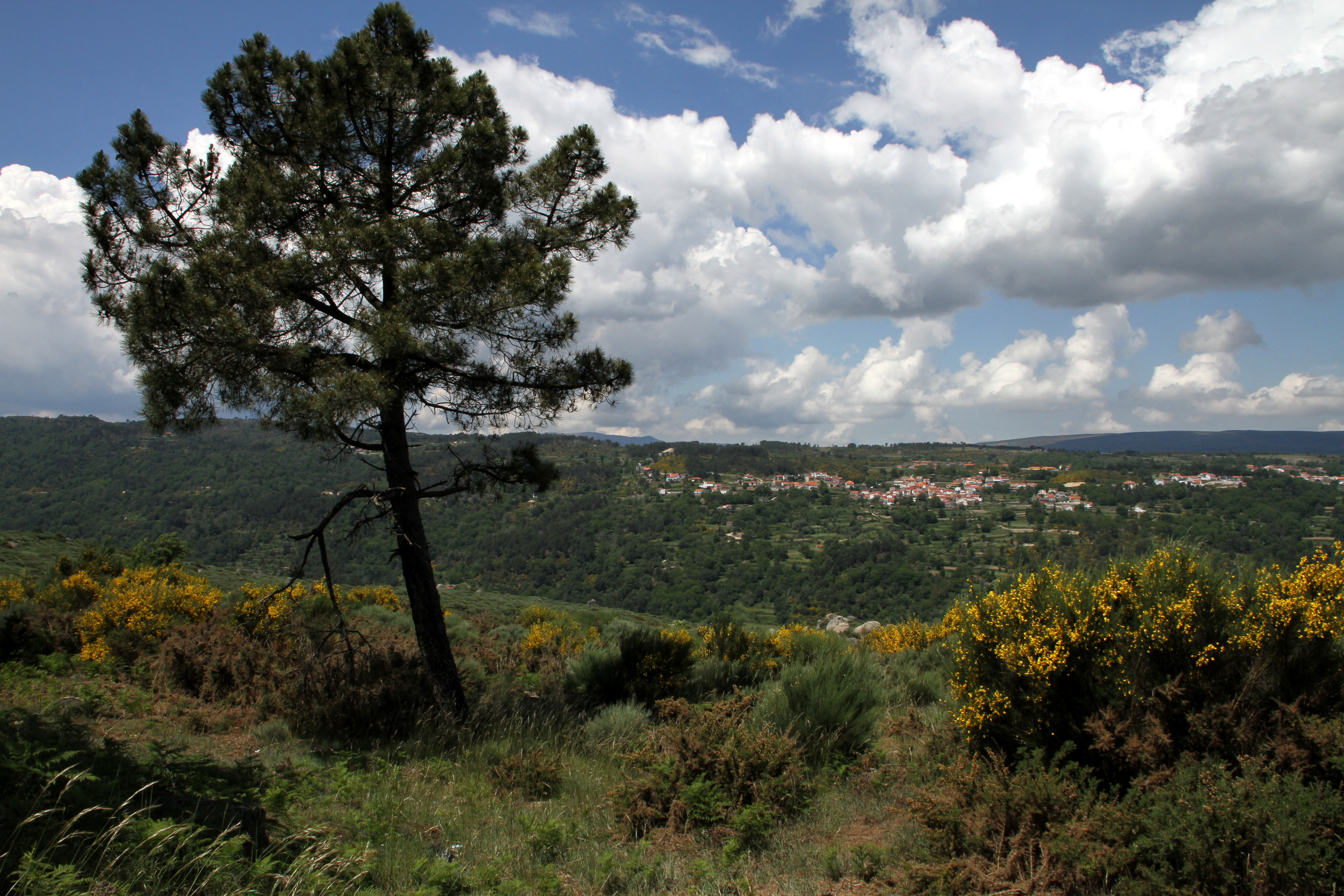
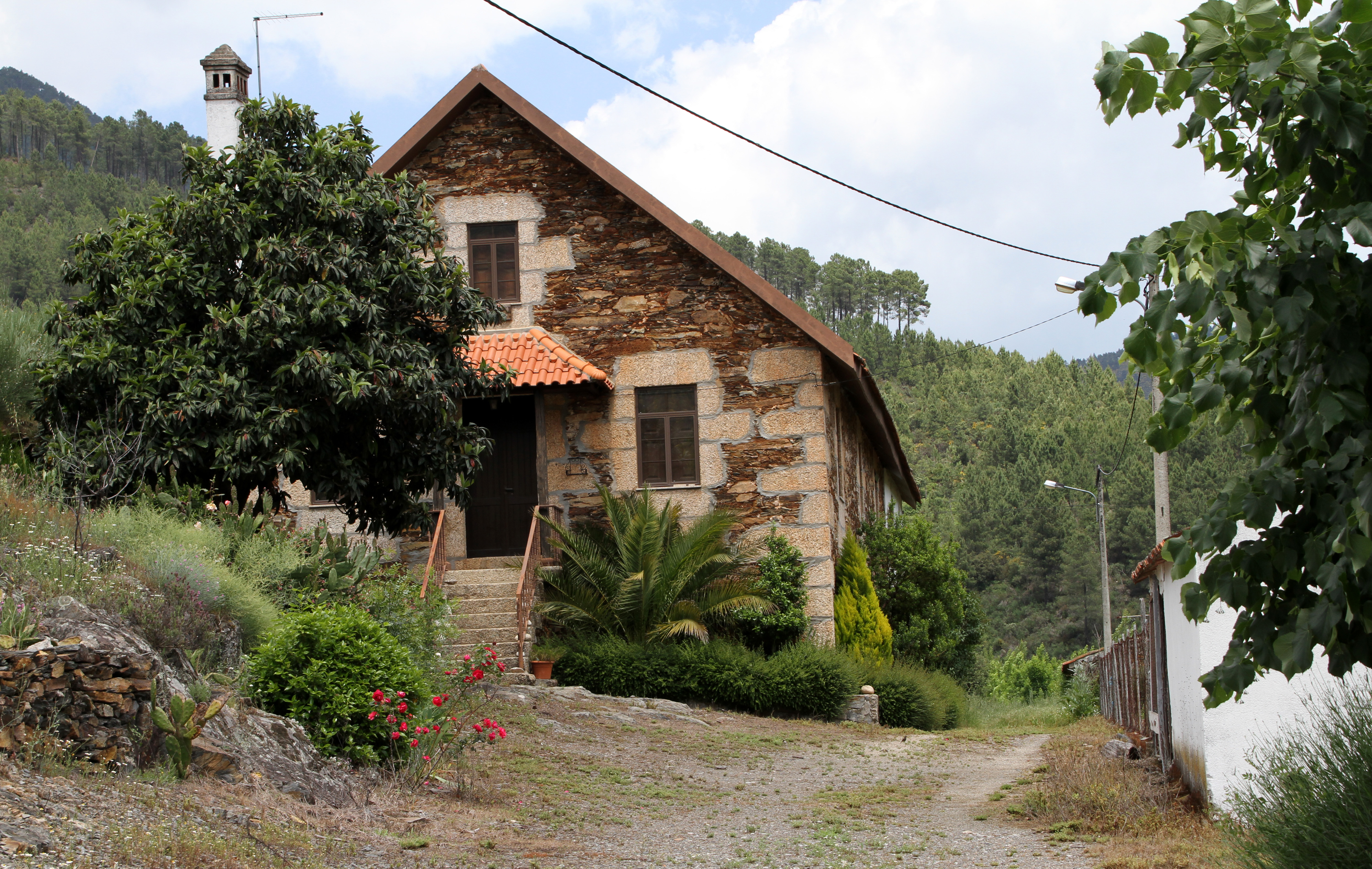
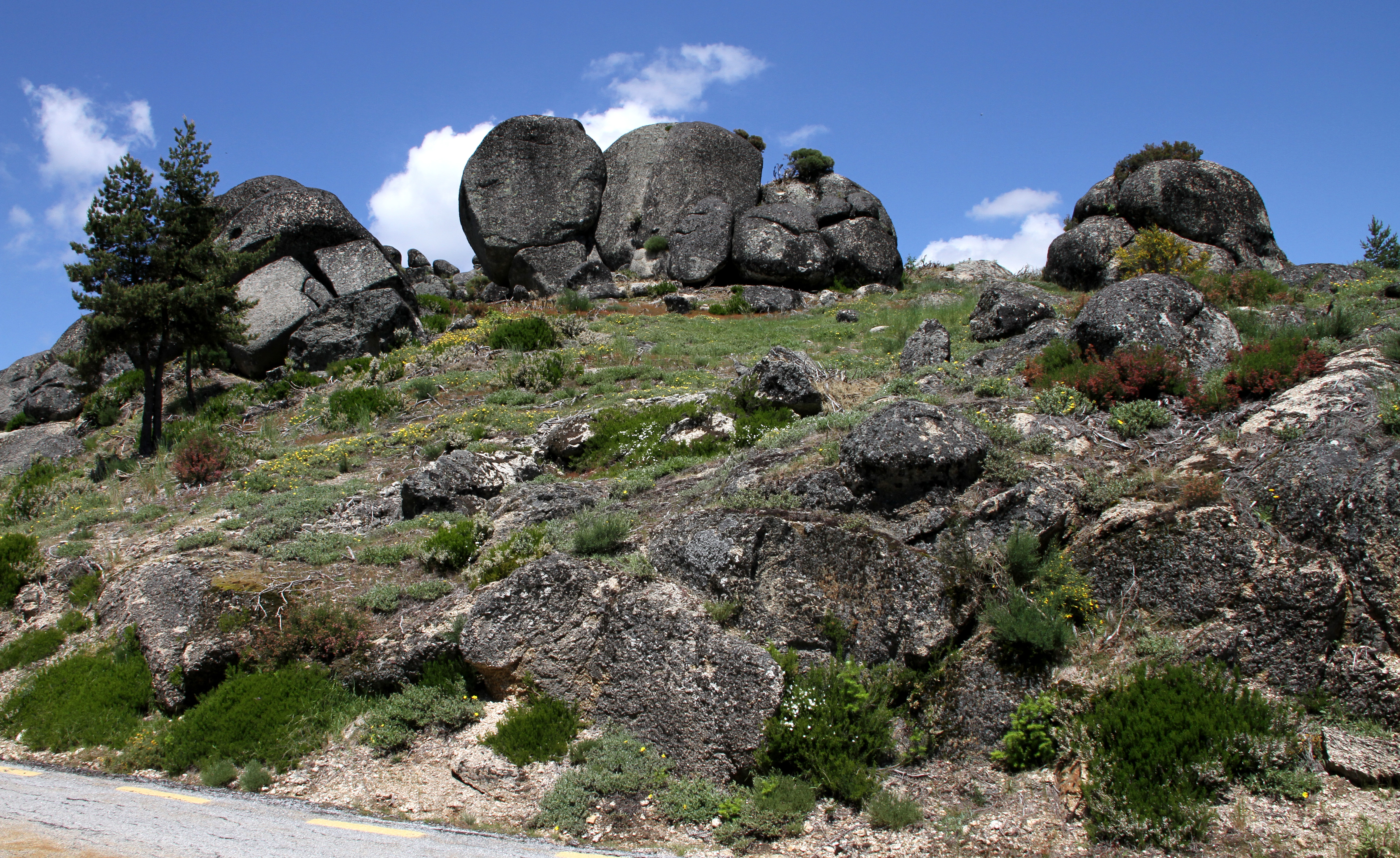
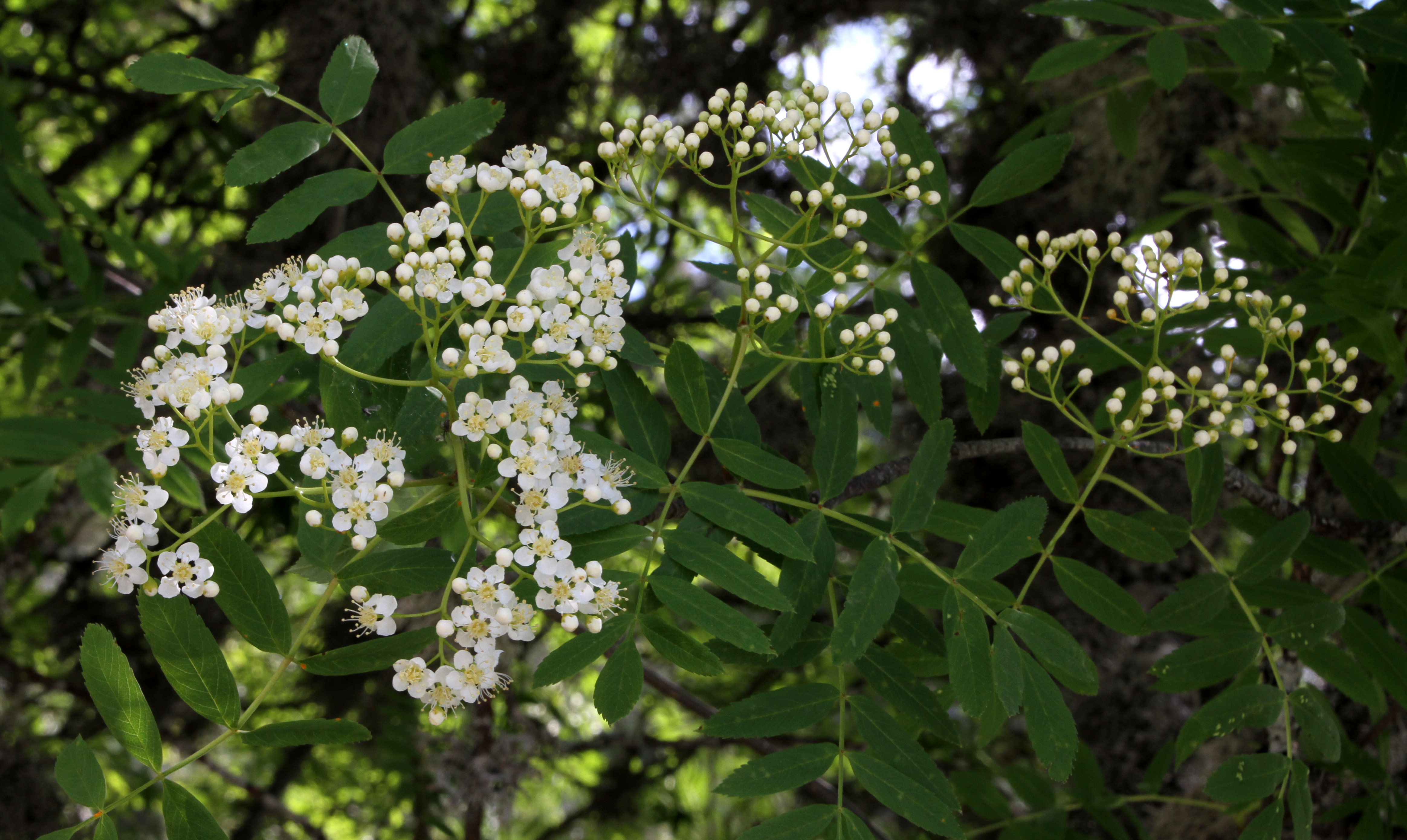
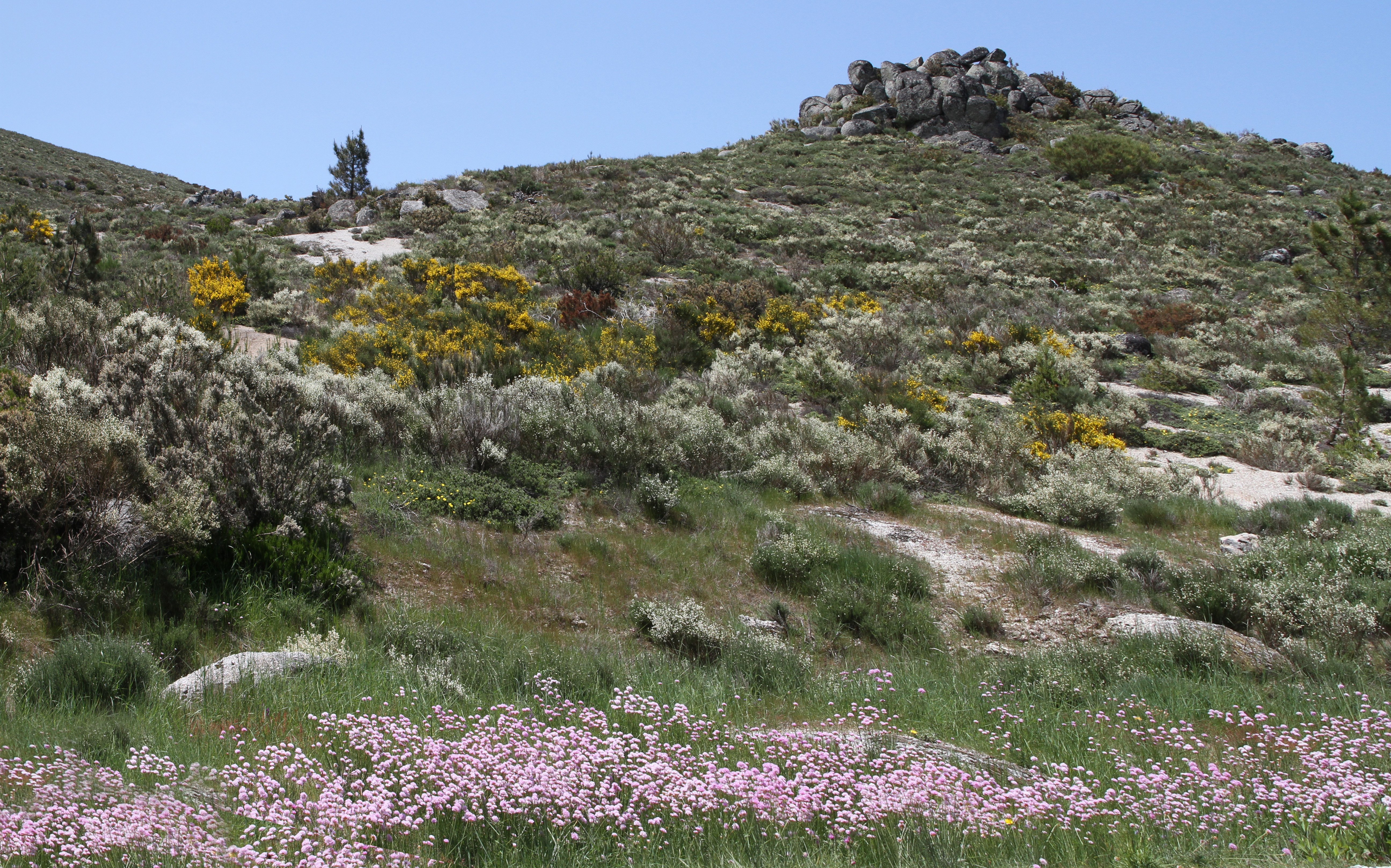
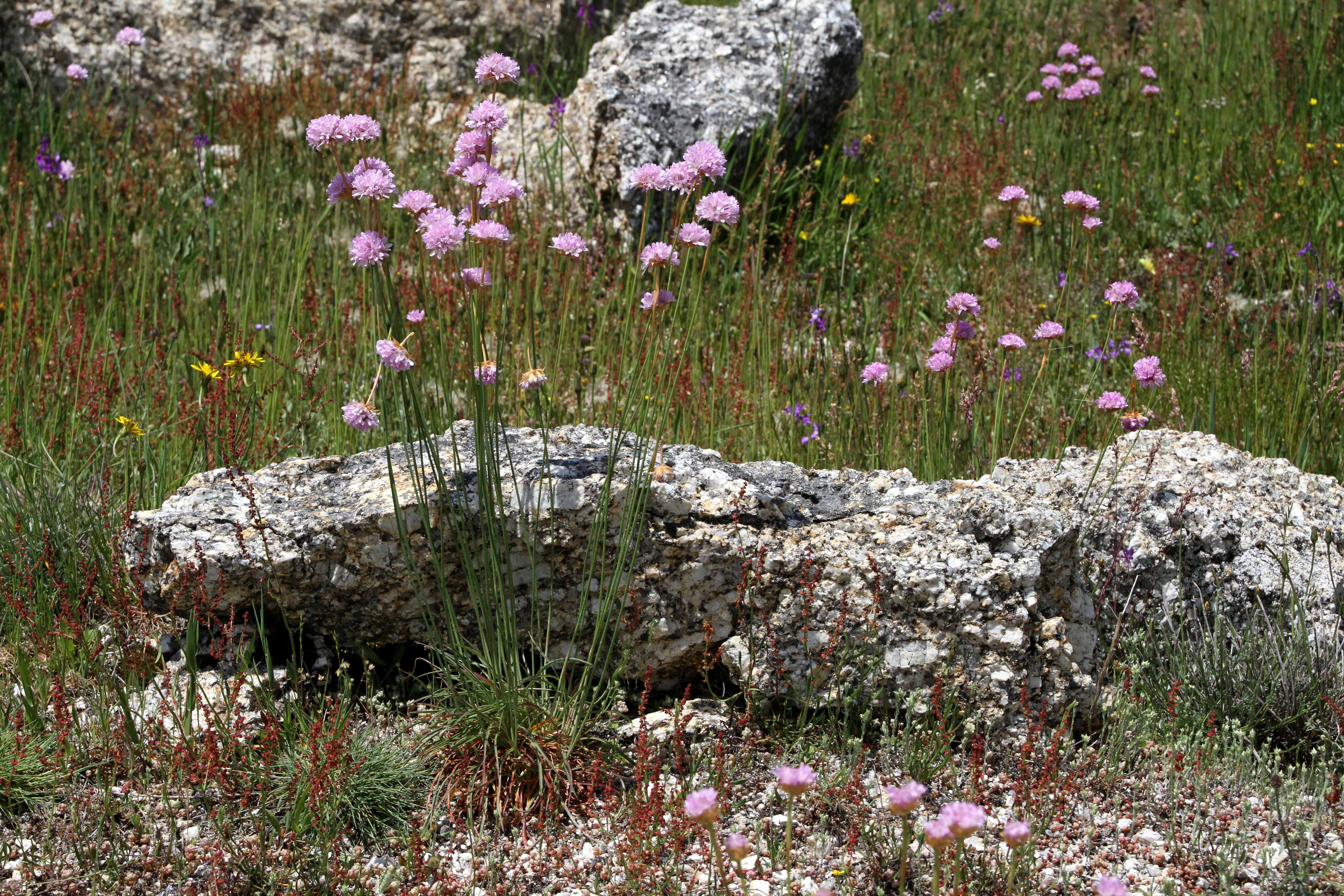
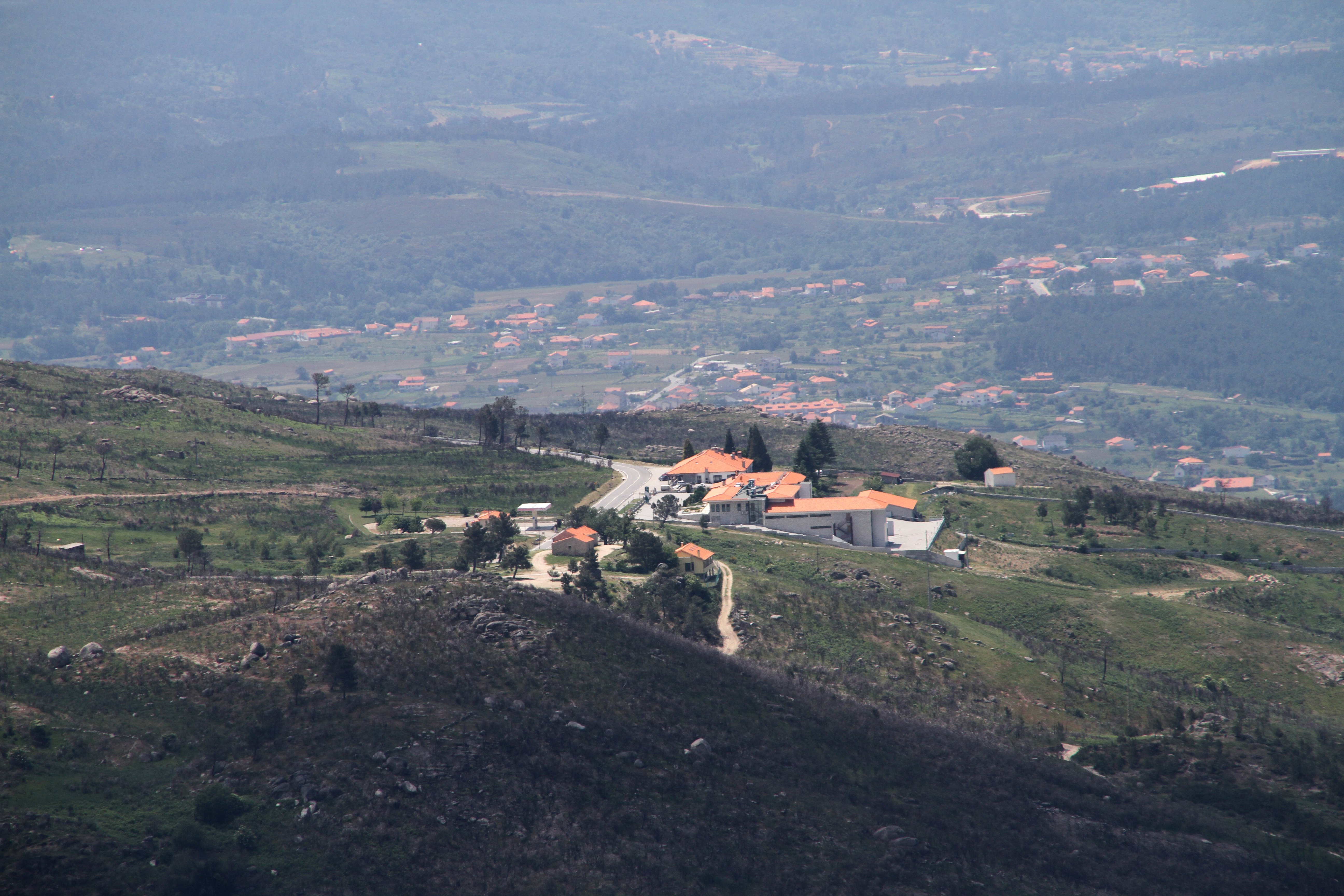